# Trichocyclus warianga
Trichocyclus warianga är en spindelart som beskrevs av Huber 200. Trichocyclus warianga ingår i släktet Trichocyclus och familjen dallerspindlar.
Artens utbredningsområde är Western Australia. Inga underarter finns listade i Catalogue of Life.